# Wehrda
Wehrda is een plaats en stadsdeel van de Duitse stad Marburg en telt ongeveer 6600 inwoners.